# 岩波守文
岩波 守文（いわなみ もりふみ）は、日本の実業家、銀行家。滋賀銀行頭取を務めた。

## 略歴
長野県諏訪郡中洲村（現・諏訪市）出身。長野県諏訪中学校（現・長野県諏訪清陵高等学校・附属中学校）を経て、東京帝国大学法学部卒業。日本銀行入行。1942年同行秋田支店長、1945年同行神戸支店長、同行調査役を経て、滋賀銀行頭取。1954年大津ロータリークラブ会長。

## 親族
- 義父：内藤章（1883年7月29日 - 1949年11月1日）は東京商科大学（現・一橋大学）名誉教授。夫人（内藤文子）は広瀬久政の長女。
- 義祖父：内藤宇兵衛（1859年2月8日 - 1926年4月6日）は貴族院議員。